# アイネクライネ (米津玄師の曲)
『アイネクライネ』（Eine Kleine）は、2014年に発表された米津玄師による楽曲。発表から10年近くが経過したものの、Billboard JAPANなどが発表する日本のヒットチャートに長らく名前を残し続ける、米津の代表曲の一つである。

## 解説
本作は2014年4月23日に発売された、米津のメジャー1枚目、通算2枚目となるスタジオ・アルバム『YANKEE』の4曲目に収録された。アルバム発売に先駆けて、3月31日にYouTubeの米津のチャンネルにミュージックビデオが公開された。作詞・作曲はこれまでに発表された楽曲と同様に米津が行っているが、編曲・プロデュースは蔦谷好位置が担当している。米津はデビュー以前からハチ名義、2012年からは本人名義で音楽活動を続けていたが、外部のプロデューサーを招いて楽曲を制作するのは今作が初の試みである。
JOYSOUNDによる2017年のカラオケ年間ランキングでは、総合17位にランクインしており、シングルカットされていない楽曲だが高い人気を持っている。
楽曲は東京メトロ2014年度広告キャンペーン"Color your days."に起用された。米津の楽曲にタイアップがつくのは本作が初。
スペースシャワーTVの2014年4月度PowerPushに選ばれ、ミュージックビデオがヘビーローテーションされた。

## ミュージックビデオ
アルバムの発売に先駆け3月14日に「リビングデッド・ユース」のミュージックビデオが公開された。それに続き、本作のミュージックビデオが3月31日にYouTube、4月1日にニコニコ動画で公開された。YouTubeにおける再生回数は公開から4年間で1億回を突破。2021年10月現在では3億回以上再生されており、米津のYouTubeチャンネル上では2番目の再生回数を記録している。
ショートショートフィルムフェスティバル＆アジア2014のミュージックショート部門にノミネートされた。
本作のミュージックビデオは、全編が米津によって描かれたイラストレーションを用いたアニメーションで構成される。歌詞中の「あたし」、「あなた」と繋がった一組の男女を中心に展開する。

## チャート成績
2014年4月28日付のBillboard JAPAN　Hot 100では初登場89位を記録した。発売から時間が経過してからは一部の週を除いてチャート圏外となっていたが、2017年に米津が読売系アニメ『僕のヒーローアカデミア』の第2期第1クールへ楽曲「ピースサイン」を提供、加えて11月にニューアルバム『BOOTLEG』を発表することが話題となり、2017年10月16日付のチャートでは、それらに引っ張られる形で19位にまで浮上した。
2017年10月から始動したBillboard JAPAN Top Downlord Songsでは、初登場44位。翌年4月16日付のチャートで最高11位に浮上した。今作はこのチャートが開始して以来、2018年8月20日付のチャートまでで46週連続のチャートインを記録。同じく米津が発表した「ピースサイン」、DAOKO×米津玄師名義で発表された「打上花火」、安室奈美恵の「Hero」がこの記録に並んでいる。
2018年4月16日付のBillboard Japan Hot 100週間チャートで19位、Billboard HOT BUZZ SONGチャートで7位にランクインした。また、2017年のBillboard Japan Hot 100年間チャートでは53位、2018年では40位、2019年では52位にランクインした。Billboard Japan Hot 100に134週間登場し、歴代12位の長期間チャートインした曲である。
2016年9月時点で日本レコード協会からゴールド認定（シングルトラック）、2017年12月時点でプラチナ認定を受けている。
2023年2月にストリーミング累計再生回数が1億回を突破した。これにより、米津の1億回再生突破楽曲は、「感電」「Lemon」「馬と鹿」「Pale Blue」「KICK BACK」に続いて、6曲目となった。

## カバー
- 2018年 - 吉岡聖恵（カバーアルバム『うたいろ』収録）
- 2020年 ‐ Uru  (Uru公式YouTubeにて公開)[12]
- 2024年 - ウンソク（RIIZE公式YouTubeにて公開）[13]